# Republiek Pisa
De republiek Pisa was in de middeleeuwen een van de vier maritieme republieken van Italië, samen met Venetië, Genua en Amalfi. De grootste concurrent van deze staat was de republiek Genua, die tijdens de tweede zeeslag bij Meloria een einde maakte aan haar macht.

## Corsica
In het jaar 1077 verkreeg paus Gregorius VII rechten op Corsica van de Franse koning. Hij gaf deze rechten aan Pisa, dat bezette het eiland dan ook. Voor de Corsicanen was dit zeer gunstig want steden werden herbouwd, wegen en bruggen werden aangelegd, er werden natuurlijk ook veel kerken gebouwd. Ook werden er veel wachttorens gebouwd om de dreiging van de republiek Genua tegen te gaan.
In het jaar 1217 veroverden de Genuezen het strategische Bonifacio en stichtten een handelskolonie. Met behulp van Corsicaanse verzetsstrijders wisten de Pisanen de Genuezen te verjagen. Maar toen de Genuezen in 1221 opnieuw aanvielen, werden de Pisanen verslagen en werd het eiland Genuees.

## Val van Pisa
In de 12e en in de 13e eeuw beleefde de republiek Pisa haar glorietijd. De economie bereikte een hoogtepunt en toen veroverde de stadstaat vele gebieden waaronder het eiland Sardinië.
In het jaar 1284 werd Pisa echter verslagen door Genua. In 1324 werd Pisa tijdens de Slag bij Lucocisterna door de legers van de Aragonese Kroon in Sardinië verslagen en verloor het eiland voor geruime tijd aan Aragon. In het jaar 1406 werd Pisa veroverd door de Florentijnen en was het definitief gedaan met de zelfstandigheid. Het behoorde later tot het groothertogdom Toscane totdat ook dat land in 1860 opging in het koninkrijk Italië.